# Lengyel József (plébános)
Lengyel József (Szinérváralja, 1868. december 8. – Szinérváralja, 1933. március 28.) erdélyi magyar római katolikus plébános és író.

## Életútja, munkássága
Lengyel József takarékpénztári pénztárnok és Korbuly Rozália fia. A VII. és VIII. osztály Szatmáron végezte 1886-ban; a hittudományokat a Szatmár megyei papnevelőben hallgatta 1890-ig; azután segédlelkész volt Szinérváralján, Felsőbányán és Szatmáron. 1896-ban rendes tanárrá nevezték ki a szatmári királyi katolikus képzőbe és 1898. december 17-én a budai pedagógiumban polgári iskolai tanítói oklevelet nyert a történelem- és magyar nyelvből. Szülőfalujának római katolikus plébánosa volt.
Humorisztikus tárcái, útirajzai, filozófiai és színműirodalmi értekezései jelentek meg. Drámai költeményt írt Giordano Bruno reneszánsz filozófusról (1901), Valpó vára című történelmi drámáját saját költségén falujában adta ki (évjelzés nélkül), Teleki Mihály című, ötfelvonásos szomorújátéka a zernyesti csatában elesett erdélyi kancellárral a középpontban a 17. századvégi Erdély szomorú idejét eleveníti meg (Nagykároly, 1922).

## Művei
- Teleki Mihály. Szomorújáték; Kölcsey Ny., Nagykároly, 1922
- Ó hit Jeruzsálem... Gábriel Lajos változásai; Írók Könyvkiadóvállalata, Wien, 1923 (Írók könyvtára)
- Valpó vára vagy A vihartépte sziklafészek. Történelmi dráma; Wieder Ny., Seini-Szinérváralja, 1927
- Három színmű; Örmény Kisebbségi Önkormányzat, Budaörs, 2009 (Magyar-örmény könyvtár)